# Kāf

Kaf in isolierter Form

Kāf كاف ist der 22. Buchstabe des arabischen Alphabets. Er ist aus dem phönizischen Kaph hervorgegangen und dadurch mit dem lateinischen K, dem griechischen Kappa und dem hebräischen Kaph verwandt. Ihm ist der Zahlenwert 20 zugeordnet.

## Lautwert und Umschrift
Das Kaf entspricht dem deutschen K in „Kaufmann“. Es wird daher in der DMG-Umschrift mit „k“ wiedergegeben.

## Graphische Abwandlungen

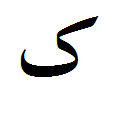
Das persische Kaf in isolierter Form. Unicode-Name KEHEH

Im Persischen wird das Kaf etwas anders geschrieben als im Arabischen (ک). Um den im Schriftarabischen nicht vorkommenden „g“-Laut schreiben zu können, wurde im persischen Alphabet außerdem der Buchstabe Gaf (گ) aus dem Kaf entwickelt. Im paschtunischen Alphabet hat dieses Gaf eine eigene Form (ګ).
Im Sindhi steht die persische Form des Kaf, genannt Khe, für ein aspiriertes „k“ (IPA: [kʰ]), das nicht aspirierte „k“ wird mit der graphischen Abwandlung ڪ geschrieben.

## Kaf in Unicode
| Unicode Codepoint | U+0643            |
| Unicode-Name      | ARABIC LETTER KAF |
| HTML              | &#1603;           |
| ISO 8859-6        | 0xe3              |

Das persische Kaf besitzt einen eigenen Code:
| Unicode Codepoint | U+06A9              |
| Unicode-Name      | ARABIC LETTER KEHEH |
| HTML              | &#1705;             |
| ISO 8859-6        | nicht vorhanden     |